# وعد إبليس (مسلسل)
وعد إبليس هو مسلسل تلفزيوني مصري عُرض في عام 2022 على منصة شاهد، من بطولة عمرو يوسف، باولا باتون، فتحي عبد الوهاب وعائشة بن أحمد، ومن إخراج كولين توج.

## قصة المسلسل
تُصاب زوجة رجل الأعمال إبراهيم بمرض خطير ليس له علاج، فيلجأ إلى شخص أقنعه بأنه قادر على شفاء زوجته ولكن في المقابل يوقع عقد لبيع روحه لإبليس بعد موته، ولكن سرعان ما ينكث إبليس بوعده ليبدأ بتحويل إبراهيم إلى رجل شرير خاضع لسيطرته ويدفعه لتنفيذ أجندته الشيطانية بعد منحه قوى خارقة.

## طاقم التمثيل
- عمرو يوسف: (إبراهيم)
- باولا باتون: (جينيفر)
- فتحي عبد الوهاب: (إبليس)
- عائشة بن أحمد: (زينة - زوجة إبراهيم)
- أحمد مجدي: (سامي)
- يعقوب الفرحان: (عيدان الشريف)
- مراد مكرم: (بهاء - مدير إبراهيم)
- نيللي كريم: (إسراء - مساعدة ابليس)
- مريم الخشت: (عائشة)
- خالد كمال: (ناصر)
- مها أبو عوف: (والدة زينة)
- محمد مرزبان: (والد زينة)
- أيمن الشيوي: (الطبيب)
- أحمد الرافعي: (ضابط المباحث)
- روزانا نادر: (الطفلة دينا)
- معتز هشام
- محمد يسري
- عمرو جمال

## فريق العمل
- إخراج: كولين توج
- قصة: توني جوردن
- سيناريو: سهى آل خليفة
- مدير التصوير: محمود يوسف
- موسيقى تصويرية: أمين بوحافة

## الإنتاج
ضم المسلسل فريق مخاطر شارك في مقابل 70% باللغة العربية.